# Río Cariquilda
El río Cariquilda es un curso natural de agua que nace al oeste de la ciudad de Puerto Montt y fluye en la provincia de Llanquihue, Región de Los Lagos con dirección general noroeste hasta desembocar en la ribera sur del río Maullín.

## Historia
Francisco Astaburuaga lo describe en su Diccionario Geográfico de la República de Chile/C de 1899:
Cariquilda.-—Río afluente del Maullín, en el departamento de Carelmapu. Corre por unos 18 á 20 kilómetros hacia el NO. por entre espeso bosque y va á echarse en la margen sur de aquel junto á la villa de Maullín, á la cual baña por su costado oriental. Sube por él la marea unos cinco kilómetros, en los que pueden navegarlo lanchas pequeñas y balsas.
Luis Risopatrón lo describe en su Diccionario Jeográfico de Chile:: 144 
Cariquilda (Rio) 41° 40' 73° 30'. Nace en las laderas S del cerro de Las Tres Cumbres i corre hacia el NW, invadido por la vejetacion; es pobre de agua en varios puntos, tiene palizadas que ensucian su lecho, cruza terrenos llanos i boscosos que se alzan a 17 o 20 m de altitud bruscamente, desde las riberas de arenisca moderna con guijo aluvial i se vacia en la márjen S del curso inferior del rio Maullin, inmediatamente al E del lugarejo de este nombre. Es innavegable a baja mar i para ascenderlo en botes, es necesario entrar a él con el flujo de la marea i entonces es navegable en 12 kilómetros de su curso inferior. 1, XIII, carta impresa de Moraleda (1795); 61, XLV, carta 1; 62, I, p. 48; 155, p. 125; i 156; Cariquilda o Cariquilca en 1, I, p. 198; Carquilda o Chilca en 61, XVI, p. 846 mapa; i Carequilda en 62, I, p. 44.

## Población, economía y ecología
En su desembocadura se encuentra el humedal Cariquilda, a 4,8 Km de la ciudad de Maullín, clasificado como estuario y con características muy similares a las del humedal Carrión, con igual
tipo de avifauna, flora y fauna menor, su grado de intervención es menor que el Carrión y posee una extensión de aproximadamente de 3.000m².: 4 